# Západočeský báňský akciový spolek
Západočeský báňský akciový spolek (ZBAS) byla jedna z největších uhelných společností. Byla založena v roce 1875 a zanikla v roce 1945.

## Historie
V roce 1860 byla založena společnost s názvem Gewerkschacht Westböhmischer Bergbau und Hüttenverein (Západočeský horní a hutní spolek, ZHHS), která byla v roce 1861 schválená královským horním hejtmanstvím v Praze. Ve správní radě byla Würtenbergische Vereinsbank zastoupena dr. Karlem Steinerem.
V roce 1875 založila Vídeňská banka Západočeský báňský akciový spolek se sídlem ve Vídni, který převzal veškerý majetek Gewerkschacht Westböhmischer Bergbau und Hüttenverein. V roce 1889 přechází pod ZBAS Mantovské těžařstvo. ZBAS se stal největším těžařem na Plzeňsku. Expanze ZBAS pokračovala do oblasti Žacléře, kde v roce 1896 odkoupila od firmy Erlanger doly Fanny a Eliška (bývalé Silbersteinovy doly) za 1 milion korun. V roce 1898 důlní majetek bratří Müllerů za 1,4 milionu korun (doly Marie a Julie), tím se stal jediným vlastníkem dolů na Žacléřsku. Po získání dolů na Žacléřsku vzniká Západočeský báňský spolek, ředitelství v Žacléři. Ve Westfálsku měla podíly v Těžařstvu Lippramsdorf, doly těžily severně od Lippé. Společně s Drážďanskou bankou založili v roce 1908 společnost Schaffhausenscher Deutsch Österreich Kohlenbergbauverein. Schaffhausenscher Deutsch Österreich Kohlenbergbauverein. V roce 1913 odkoupila důlní míry na Ratibořsku od Německo-rakouského uhelného spolku (Deutsch-Österreich Kohlenbergbauverein). Před první světovou válkou v pruském Horním Slezsku odkoupila důlní míry od hraběte Larische a v roce 1916 otevřela důl Bedřich (Bedřichovy doly, Klein Gorschütz). Kromě dolů vlastnila koksovny, briketárnu, měla podíly v Zeměvrtné a kutací společnosti.
| důl                           | rok založení | zahájení těžby | místo          | ukončení těžby, zánik | zakladatel |       | zdroj       |
| ----------------------------- | ------------ | -------------- | -------------- | --------------------- | ---------- | ----- | ----------- |
| Humboldt                      | 1863         | 1865           | Nýřany         | 1902                  | ZHHS       |       | [ 1 ] [ 2 ] |
| Klára                         | 1874         |                | Lhota u Dobřan | 1919                  | Lindheim   | koupě | [ 1 ] [ 2 ] |
| Sulkov                        | 1879         | 1872           | Sulkov         | 1920                  | ZHHS       |       | [ 1 ] [ 2 ] |
| Pomocný                       | 1879         |                | Sulkov         | 1920                  | ZBAS       |       | [ 1 ] [ 2 ] |
| Austria                       | 1889         | 1892           | Mantov         | 1920                  | ZBAS       |       | [ 1 ] [ 2 ] |
| Bayer                         | 1893         | 1895           | Vstiš          | 1904                  | ZBAS       |       | [ 1 ] [ 2 ] |
| Austria II                    | 1899         | 1902           | Týnec          | 1965                  | ZBAS       |       | [ 1 ] [ 2 ] |
| Jubilejní (Austria jubilejní) | 1908         | 1975           | Zbůch          | 1977                  | ZBAS       |       | [ 1 ] [ 2 ] |
| Sinor                         |              |                | Dobřany        |                       |            | koupě | [ 1 ] [ 2 ] |

Doly zakoupené na Žacléřsku se rozkládaly na ploše cca 6 km2 v obcích a osadách Žacléř, Bobr, Královec, Vrchová, Bernatice, Černá Voda, Petříkovice, Lampertice, Prkenný Důl, Křenov, Zlatá Olešnice, Debrné, Lhota, Slatina, Radvanice, Chvaleč, Jívka, Dolní Vernéřovice, Bohdašín, Hronov, Rokytník, Dřevíč, Vysoká Srbská, Zlíčko, Zbečník a Žďárky. Celkem 112 jednoduchých, 61 dvojitých měr s 59 přebytky.
| důl             | založení | zahájení těžby | místo      | likvidace | Zakladatel                        |                             | zdroj       |
| --------------- | -------- | -------------- | ---------- | --------- | --------------------------------- | --------------------------- | ----------- |
| Eliška          | 1868     | 1870           | Žacléř     | 1920      | rodina Gaberle/ baron Silberstein | 1920–30 vodní jáma a větrná | [ 5 ]       |
| Marie           | 1869     |                | Lampertice | 1956      | Mülerovo těžířstvo                |                             | [ 5 ]       |
| Julie           | 1853     | 1855           | Lampertice | 1956      | Mülerovo těžířstvo                |                             |             |
| Františka/Fanny | 1814     |                | Černá Voda | 1945      | Rudolf Manger                     |                             |             |
| Jiří            | 1848     |                | Žacléř     |           | baron Silberstein                 |                             | [ 5 ] [ 6 ] |

Po ukončení první světové války bylo sídlo Západočeského báňského akciového spolku přeneseno do Prahy, avšak centrální ředitelství bylo nadále ve Vídni. V roce 1921 centrální ředitelství přesídlilo do Ústí nad Labem. Přes počáteční stabilizaci, zavádění nového strojního vybavení a modernizaci dolů v období let 1922 až 1926 docházelo ke střídání stagnace a vzestupu. 1922 byl uzavřen důl Vilemína ve Žďárkách. Od roku 1926 do 1930 došlo k zvyšování těžby. Na Žacléřsku období krize bylo překonáno díky dodávkám uhlí do lehlého průmyslu (hlavně cukrovary), železnici a od konce dvacátých let 20. století byla významným odběratelem elektrárna v Poříčí u Trutnova.
Po roce 1939, kdy došlo k odtržení Sudet, byly doly ZBAS řízen y přímo z Německa báňským revírním úřadem ve Valbřichu. V roce 1941 byla společnost ZBAS arizována. Sídlo společnosti bylo přemístěno do Zbůchu u Plzně, včetně centrálního ředitelství z Ústí nad Labem. Majetek společnosti byl ovládán firmou Sudetenländische Bergbau Aktiengesellschaft Brüx (Sudetenberg), která patřila do koncernu Reichswerke Hermann Göring. Od 1. února 1942 byl užíván nový název (pro žacléřsko) Westböhmischer Bergbau Aktien Verein Bertreibsgruppe Schatzlar (Západočeský báňský akciový spolek, podniková skupina Žacléř). ZBAS neměl v té době vlastní odbytové oddělení. Veškerý odbyt uhlí byl řízen firmou Eduard Jakob Weinmann v Ústí nad Labem. K zabezpečení zvýšené těžby uhlí byli v období druhé světové války nasazeni do dolů váleční zajatci. Do Žacléře bylo v srpnu 1940 nasazeno 158 francouzských válečných zajatců. Do roku 1945 žacléřskými doly prošlo asi na 1700 zajatců, z toho jeden Francouz a osm sovětských zajatců přišlo o život. Zajatci neschopní práce byli odsunuti do kmenového zateckého tábora ve Zhořelci (Görlitz) a na jejich místo nastupovali noví. Ještě na jaře 1945 bylo v Žacléři 547 sovětských zajatců.
| rok  | zajatci | zdroj |
| ---- | ------- | ----- |
| 1942 | 397     | [ 3 ] |
| 1943 | 811     | [ 3 ] |
| 1944 | 691     | [ 3 ] |

Přes všechno toto úsilí se nikdy nepodařilo zvýšit těžbu uhlí na požadovaný výsledek 300 000 tun ročně, jak ukazuje tabulka těžby v Žacléřské oblasti:
| rok  | Těžba [tuny] | zdroj |
| ---- | ------------ | ----- |
| 1939 | 212 800      | [ 3 ] |
| 1940 | 203 850      | [ 3 ] |
| 1941 | 194 000      | [ 3 ] |
| 1942 | 225 508      | [ 3 ] |
| 1943 | 268 339      | [ 3 ] |
| 1944 | 234 350      | [ 3 ] |

V roce 1941 Radvanické uhelné těžařstvo se sídlem v Trutnově prodalo ZBAS důl Kateřina v Radvanicích.
Vyhláškou ministra průmyslu ze dne 29. listopadu 1945 byly doly ZBAS znárodněny.